# Хрозофора
Хрозофо́ра (лат. Chrozophora, от др.-греч. χρώς — краска и φορός — носить) — род растений семейства Молочайные (Euphorbiaceae).

## Ботаническое описание
Однолетние травы, редко полукустарники. Опушение из звездчатых волосков. Листья очерёдные.
Цветки однополые, однодомные, собраны в короткие кистевидные соцветия, расположенные в пазухах верхних листьев. Тычиночные цветки в верхней части соцветий, а пестичные — в нижней. Околоцветник двойной, пятичленный. Тычинок (3) 5—12 (15). Завязь трёхгнёздная, с 1 семязачатком в каждом гнезде; столбиков 3, двураздельные, более или менее свободные. Плод — мясистая, трёхгнёздная коробочка. Семена яйцевидные, иногда угловатые, без придатка.

## Виды
Род включает 9 видов:
- Chrozophora brocchiana Vis.
- Chrozophora gangetica Gand.
- Chrozophora mujunkumi Nasimova
- Chrozophora oblongifolia (Delile) A.Juss. ex Spreng.
- Chrozophora plicata (Vahl) A.Juss. ex Spreng.
- Chrozophora rottleri (Geiseler) Spreng.
- Chrozophora sabulosa Kar. & Kir. — Хрозофора песчаная
- Chrozophora senegalensis (Lam.) Spreng.
- Chrozophora tinctoria (L.) A.Juss. typus — Хрозофора красильная, или Лакмусовая трава